# Gleneagles Hotel
L'hôtel Gleneagles (Gleneagles Hotel) est un palace cinq étoiles écossais situé à Auchterarder, au nord-ouest d'Édimbourg dans la région du Perth and Kinross, dans la chaîne de montagnes des Ochil Hills.

## Description
S'étalant sur une superficie d'environ 340 hectares, il a ouvert en 1924 et est membre de l'organisation The Leading Hotels of the World, qui regroupe plus de 420 hôtels de luxe dans le monde.
L'hôtel est aussi connu pour son terrain de golf, l'un des plus célèbres d'Écosse, dont une partie (le terrain du Monarch) a été conçue par le célèbre joueur de golf Jack Nicklaus. Depuis 1998, s'y joue le Johnnie Walker Championship de la PGA européenne. Le golf, anciennement réservé aux clients de l'hôtel est désormais ouvert à tous.
En juillet 2005, le 31e sommet du G8 a eu lieu à l'hôtel Gleneagles et en 2014, la 40e Ryder Cup sur son terrain de golf. En juin 1977, l'hôtel a reçu la réunion des chefs d'État du Commonwealth (en) qui a débouché sur la signature du Gleneagles Agreement, protocole de boycott sportif de l'Afrique du Sud à cause de l'apartheid.
L'actuel propriétaire de l'hôtel est Diageo, une entreprise mondiale d'alcools et spiritueux.
L'hôtel a été réaménagé en vue d'accueillir la 40e Ryder Cup en 2014 sur le PGA Centenary Course.

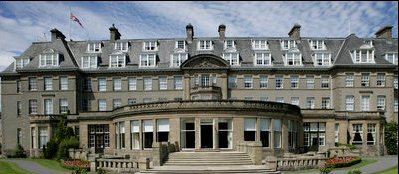
La façade de l'hôtel.